# Don’t Worry, Be Happy

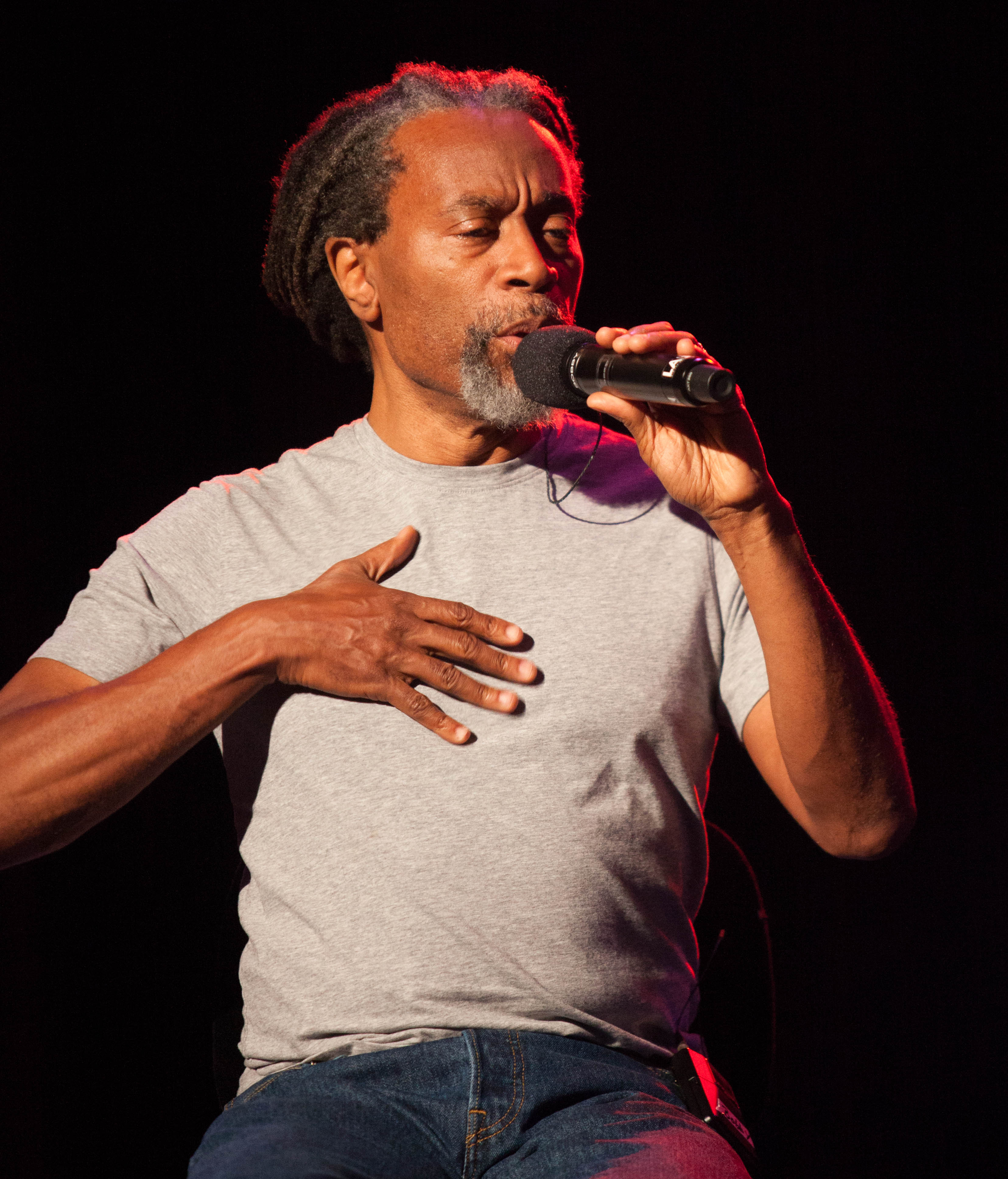

«Don't Worry, Be Happy» (укр. «Не переймайся, будь щасливим») — пісня американського музиканта Боббі Макферріна. Вийшовши у вересні 1988 року, стала першою акапельною композицією, що піднялася на вищу сходинку в чарті Billboard Hot 100, яку вона утримувала два тижні. У британському чарті UK Singles Chart пісня протрималася 5 тижнів і досягла другої позиції. На церемонії Греммі 1989 року «don't Worry Be Happy» була названа «Піснею року» (Song of the Year), «Записом року (Record of the Year), а Боббі Макферрін переміг у номінації «Краще чоловіче вокальне поп-виконання». Назвою пісні послужив відомий вислів індійського філософа і містика Мехер Баба. Пісня поєднує в собі стилістику джазу і реггі. Був знятий кліп, в якому крім Макферріна залучені Робін Вільямс і Білл Ірвін. Запис пісні зроблений таким чином, що під вокал Макферрін підкладена «інструментальна» частина — різні звуки, видавані їм же. У результаті створюється ефект інструментального супроводу, хоч насправді під час виконання пісні не звучить жоден музичний інструмент.
"Don't Worry, Be Happy" займає 31-ю позицію в рейтингу кращих пісень 1980-х років (VH1's 100 Greatest One Hit Wonders of the 80s). 2011 року пісня посіла сьоме місце в списку найгірших пісень 80-х років, за результатами опитування, проведеного журналом Rolling Stone серед своїх читачів.

## Історія

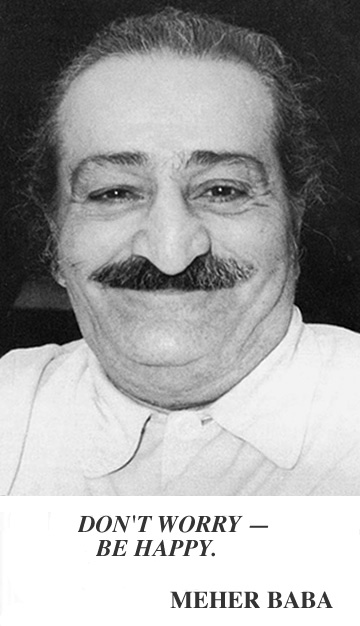
Карта «don't Worry Be Happy» 1966 року

Індійський містик і філософ Мехер Баба (1894-1969) часто телеграфував фразу «Не турбуйся, будь щасливим», коли звертався до своїх послідовників на Заході. Пізніше, в 1960-х роках, це висловлювання друкували на езотеричних гральних картах і постерах. У 1988 році Макферріну попався такий постер, коли він був на квартирі джазової групи Tuck &amp; Patti в Сан-Франциско. Натхненний виразністю і простотою цієї фрази, Макферрін й написав пісню. Вона ввійшла до саундтреку фільму «Коктейль» (Cocktail, 1988) і стала хітом наступного року. В інтерв'ю USA Weekend Magazine Макферрін сказав: «Де б ви не побачили постер Мехер Баба, він зазвичай говорить don't worry, be happy. Мені здається, у цих чотирьох словах криється досить ясна філософія».

## Кавери і альтернативні версії
Крім Макферріна, пісню виконували ще кілька артистів.
- Анімована ослиця Холлі Доллі в 2007 році випустила сингл зі своєю версією. Зокрема, з цією піснею вона досягла 24 місця у Швеції[4].
- Група Katsimiha Brothers записала пісню на грецькій мові з власним текстом.
- Чорногірський музикант Рамбо Амадеус зробив пародію під назвою «don't Happy, Worry Be», в якій він критикує оптимізм, який панував на югославській естраді, коли країна стояла на порозі війни і економічних потрясінь.
- Композиція «Fight the Power» хіп-хоп-команди Public Enemy також містить рядок «Don't Worry, Be Happy».
- Проєкт Mondo Club в 2001 році записав свій кавер-сингл у виконанні Тревора Тейлора.
- Українська група Mad Heads XL записала ска-кавер англійською (2005) та українською (2007) мовами. Україномовний варіант має назву «Розслабся, не парся».
- Також пісня використовувалася в аніматронних музичних іграшках, на початку 2000-х років.
- Нідерландська група Hermes House Band включила свою кавер-версію пісні в альбом «Rhythm of the Nineties» (2009).

## Фільми і телебачення
Пісня, або її назва, часто цитується в масовій культурі США. Комік Джордж Карлін у своїй книзі «Napalm and Silly Putty» пише, що багато американців були б готові прийняти філософію зречення від благ, викладену в тексті пісні. Композицію Макферріна використовували під час президентської виборчої кампанії 1988 року, в підтримку кандидата від Республіканської партії Джорджа Буша-старшого, поки автор, переконаний демократ, не висловив свій протест.
Пісня часто використовується в саундтреках кіно — і телефільмів, як фоновий супровід різних «світлих», оптимістичних сцен. Як приклади можна назвати мультфільми «Змивайся!» (Flushed Away, 2006), ВОЛЛ-І (WALL-E, 2008), та серіали «Принц із Беверлі-Хіллз» (The Fresh Prince of Bel-Air), «Сімпсони», «Футурама», «Частини тіла» і «That 70s Show». Також, одразу після появи, пісня увійшла в саундтрек до фільму «Коктейль» (Cocktail, 1988). Іноді її використовують в іронічному контексті, для оформлення шокуючих і брутальних сцен, як, наприклад, у фільмах «Світанок мерців» (Dawn of the Dead, 2004) і «Морпіхи» (Jarhead, 2005). Пісня звучить у телерекламі Alamo Rent A Car, Walkers і підгузників Huggies.

## Чарти
Пісня вперше була представлена публіці одночасно з фільмом «Коктейль» в 1988 році, і відразу дісталася до 88-го місця в рейтингу Billboard Hot 100. Проте в тому ж році пісня була перевидана і 24 вересня 1988 року очолила цей хіт-парад., а також посіла 11-е місце в чарті Billboard Hot R&B/Hip-Hop Tracks і 7-е в чарті Billboard Hot Adult Contemporary Tracks. У Великій Британії пісня піднялася на другу сходинку у UK Singles Chart.